# Beverly Hills
Beverly Hills là một thành phố nằm ở phía tây của Quận Los Angeles, California, Hoa Kỳ. Beverly Hills và thành phố kế cận Tây Holywood được bao quanh hoàn toàn bởi thành phố Los Angeles. Vùng "Tam giác bạch kim" gồm khu dân cư của những người giàu có được hình thành từ đồi Beverly và các khu vực lân cận của Los Angeles gồm Bel-Air và Holmby Hills. Dân số ở đây là 34.980 người theo cuộc điều tra năm 2006. Beverly Hills là nơi ở của nhiều nghệ sĩ nổi tiếng Holywood và những người giàu có.
Beverly Hills tiếp giáp phía bắc với Bel-Air và dãy núi Santa Monica; phía đông với Tây Hollywood, khu Carthay lân cận Los Angeles, quận Fairfax của Los Angeles; và phía nam với Beverlywood.
Beverly Hills có những ngôi nhà lớn nhất Quận Los Angeles và của cả quốc gia. Những ngôi nhà ở đây xếp hạng từ những ngôi nhà đồ sộ và cực kỳ xa hoa, đến những ngôi nhà thanh lịch và hiện đại hơn, sau đó mới đến những ngôi nhà cho thuê nhỏ và những ngôi nhà có diện tích nhỏ hơn 3000 feet vuông (khoảng 280 mét vuông). Thu nhập trung bình của các hộ gia đình ở đây hơn 87.000 đô la.
Năm 2007, Coldwell Banker liệt kê Beverly Hills vào danh sách những nơi có thị trường nhà đất đắt đỏ nhất ở nước Mỹ, trung bình một ngôi nhà ở đây có giá hơn 2,2 triệu đôla. Liên hoan phim Beverly Hills hàng năm được tổ chức tại đây từ năm 2001.
Beverly Hilton là khách sạn lớn nhất trong thành phố này. Khách sạn chuyên tổ chức những bữa tiệc âm nhạc và điện ảnh rất lớn, đặc biệt là bữa tiệc tiền Grammy và lễ trao giải Quả cầu vàng.
Vào ngày 11/2/2012 nữ danh ca lừng danh Whitney Houston đã được phát hiện chết trong khách sạn Beverly Hilton. Cái chết của Houston đã gây chấn động toàn cầu khi cô chỉ chết trước lễ trao giải Grammy đúng 1 ngày. Cảnh sát của thành phố tuyên bố không có dấu hiệu tội phạm và nguyên nhân cái chết của cô được xác định là do đuối nước vì một cơn đau tim sau khi vi phạm nghiêm trọng các toa thuốc được kê đơn.